# Saskja Lack
Saskja Lack (* 18. April 2000 in Winterthur) ist eine Schweizer Freestyle-Skierin. Sie startet in der Disziplin Skicross. Früher trat sie auch in BMX- und Mountainbike-Wettkämpfen (Four Cross, Pumptrack) an.

## Werdegang
Saskja Lack fing ursprünglich mit fünf an mit BMX bei Powerbike Winterthur, wurde dabei mehrfache Junioren-Schweizermeisterin und konnte sich 2015 an Junioren-Europameisterschaften einen zweiten Platz sichern. Seit 2017 fährt Lack im Sommer jeweils BMX, und im Winter ist sie auf Skiern unterwegs, 2017 nahm sie erstmals an einem FIS-Rennen teil. 2018 konnte sie bei einem BMX-Europacuprennen in Belgien einen 2. Rang herausfahren, und bei den Mountainbike-Weltmeisterschaften 2019 wurde sie im Four Cross Fünfte. Inzwischen betreibt sie BMX aber je länger, je mehr nur noch als Hobby.
Ihr Weltcupdebüt im Skicross bestritt Lack im Dezember 2019 in Arosa. Gleichenorts konnte sie ein Jahr später in ihrem dritten Weltcuprennen einen 9. Platz im Weltcup erreichen. Im März 2020 wurde sie als Gewinnerin des kleinen Finals in Crans-Montana Schweizer Meisterin im Skicross. In der Saison 2020/21 konnte sie die Europacup-Gesamtwertung für sich entscheiden. Seit 2021 startet Lack auch regelmässig im Weltcup und erreichte Ende Januar 2022 in Idre Fjäll im letzten Moment mit ihrem zweiten 9. Platz die B-Limite für die Olympischen Winterspiele in Peking. An ihren ersten Olympischen Spielen kam sie jedoch nicht über den Achtelfinal hinaus und beendete die Spiele auf dem 18. Platz.
Lack lebt in Gotzenwil, einer Aussenwacht der Stadt Winterthur.

## Erfolge

### Olympische Spiele
- Peking 2022: Nomination

### Weltmeisterschaften
- Engadin 2025: 11. Skicross

### Weltcupwertungen
| Saison  | Gesamt | Gesamt | Skicross | Skicross |
| Saison  | Platz  | Punkte | Platz    | Punkte   |
| ------- | ------ | ------ | -------- | -------- |
| 2019/20 | 185.   | 0,73   | 36.      | 8        |
| 2020/21 |        |        | 26.      | 59       |
| 2021/22 |        |        | 26.      | 83       |
| 2022/23 |        |        | 19.      | 192      |
| 2023/24 |        |        | 7.       | 604      |

### Europacup
- Saison 2020/21: 1. Gesamtwertung
- 2020 bis 2022: Total 6 Podestplätze, davon 3 Siege

### Juniorenweltmeisterschaften
- Reiteralm 2019: 11. Skicross
- Krasnojarsk 2021: 4. Skicross